# Шнауберт, Иван Андреевич
Шнауберт, Иван Андреевич (ок. 1781 — после 1824) — ординарный профессор химии в Императорском Харьковском университете.

## Биография
Родился в Гиссене, в Гессенской области. Обучался в химическом институте в Эрфурте, получил степень доктора философского факультета в Иене в 1803 году, состоял членом многих учёных обществ. 
В 1804 году по рекомендации Гёте он был приглашён в Харьковский университет и с 1 февраля 1804 года назначен профессором химии. В 1805 году он произнёс в университете речь: "Über die Ernährung und das Wachstum der Pflanzen", которую физико-математическое отделение решило, по исправлении её автором, напечатать. В 1807 году в общем собрании университета он читал свой работу: «Описание и химическое исследование воздушного камня, найденного в Сумском уезде». В этом же году он состоял членом училищного комитета при Харьковском университете. Читал сначала на немецком, а потом на латинском языке общую часть химии по учебнику Шерера. В 1808 году он представил совету университета свою работу: «Новый способ отделять золото от серебра посредством серной кислоты»; работа была одобрена физико-математическим отделением и отправлена к попечителю учебного округа.
В 1811 году по состоянию здоровья вышел в отставку и поселился в Москве, где, после нашествия французов, дошёл почти до нищеты, как сам писал, обращаясь к помощи своих харьковских товарищей.
Вместе с профессором Ф. Гизе Шнауберт составил и напечатал: "Analyse der am l oct. 1787, im Charkower Gouvernement gefallenen Meteorsteine" (Annalen der Physik Gilberts Bd. XXXI, 1809, стр. 316—322) и "Ueber die chemische Nomenclatur und einige andere chemiche und physikalische Gegenstände" (ib. B. L, стр. 95—120).

## Источник
- Шнауберт, Иван Андреевич // Русский биографический словарь : в 25 томах. — СПб.—М., 1896—1918.